# Cheng Yen
Cheng Yen ou Shih Cheng Yen (em chinês: 證嚴法師, 釋證嚴; em pinyin: Zhèngyán Fǎshī; Wade–Giles: Chêng Yen Fa-shih; Pe̍h-ōe-jī: Chèng-giâm Hoat-su; nascida Chin-Yun Wong; 14 de maio de 1937) é uma freira budista taiwanesa (uma bicunim: mulher ordenada na vida monástica no budismo), professora e filantropa. Ela é a fundadora da Fundação Budista de Alívio da Compaixão Tzu Chi, comumente conhecida como Tzu Chi, uma organização humanitária budista com sede em Taiwan. No Ocidente, ela às vezes é chamada de "Madre Teresa da Ásia".
Cheng Yen nasceu em Taiwan durante a ocupação japonesa. Ela desenvolveu um interesse pelo budismo quando jovem, ordenando-se monja budista em 1963, sob o conhecido proponente do budismo humanista, mestre Yin Shun. Após um encontro com uma pobre mulher que teve um aborto espontâneo e uma conversa com freiras católicas romanas que falaram sobre os vários trabalhos de caridade da Igreja Católica, Cheng Yen fundou a Tzu Chi Foundation, em 1966, como uma organização humanitária budista. A organização começou como um grupo de trinta donas de casa que guardavam dinheiro para famílias carentes. Tzu Chi cresceu gradualmente em popularidade e expandiu seus serviços ao longo do tempo para incluir trabalhos médicos, ambientais e de socorro a desastres, tornando-se uma das maiores organizações humanitárias do mundo e a maior organização budista em Taiwan.
Cheng Yen é considerada uma das figuras mais influentes no desenvolvimento do budismo taiwanês moderno. Em Taiwan, ela é popularmente conhecida como um dos Quatro Reis Celestiais do budismo taiwanês, junto com seus contemporâneos Sheng-yen da Dharma Drum Mountain, Hsing Yun de Fo Guang Shan, e Wei Chueh de Chung Tai Shan.

## Vida pregressa
Cheng Yen nasceu "Chin-Yun Wong" (em chinês: 王錦雲; em pinyin: Wáng Jǐnyún; em Pe̍h-ōe-jī: Ông Kím-hûn), em 1937, na cidade de Kiyomizu, distrito de Taikō, província de Taichū, na Taiwan japonesa (atual Qingshui, cidade de Taichung, em Taiwan). Ao contrário da maioria dos outros proeminentes líderes budistas taiwaneses, Cheng Yen nasceu em Taiwan, e não na China continental. Seu tio não tinha filhos, então ela foi criada por seus tios. Cheng-Yen cresceu durante a ocupação japonesa de Taiwan durante a Segunda Guerra Mundial, onde testemunhou os efeitos devastadores da guerra e experimentou os bombardeios em Taiwan. Essas experiências contribuíram para o que ela considerava a verdade por trás do conceito de impermanência. Em 1945, quando ela tinha oito anos, ela cuidou de seu irmão doente em um hospital por oito meses, e assim conheceu mais de perto a dor e o desamparo das pessoas. Aos 23 anos, seu pai morreu repentinamente de um distúrbio dos vasos sanguíneos cerebrais que causou hemorragia e derrame. Em busca de um local de enterro para ele, Cheng Yen entrou em contato pela primeira vez com o Dharma budista, doutrinas associadas e escrituras budistas (sutras). Após a morte de seu pai, Cheng Yen assumiu a administração dos teatros de seu pai e tornou-se financeiramente responsável por sua família.

### Ordenação Bhikṣuṇī
Em 1960, Cheng Yen decidiu se tornar freira e fugiu para um templo, temendo que, se pedisse permissão com antecedência, ela não poderia ir. Após sua primeira tentativa de fuga, sua mãe a encontrou três dias depois e a trouxe de volta para casa. Ela fugiu de casa pela segunda vez em 1961. Ela partiu para viajar pelo leste de Taiwan com uma freira amiga chamada Xiūdào (em chinês: 修道法師; em Pe̍h-ōe-jī: Siu-tō Hoat-su). Cheng Yen seguiu um caminho não tradicional para se tornar freira, viajando por dois anos com Xiūdào. Cheng Yen até raspou a própria cabeça antes de ser oficialmente ordenada freira. Depois de viajar por dois anos, Cheng Yen decidiu que precisava se tornar uma freira ordenada para continuar seu estilo de vida. Ela foi ao Templo Linji Huguo Chan para se registrar para a ordenação, mas foi rejeitada porque não tinha um mestre. Normalmente, para se tornar uma freira em Taiwan, a pessoa deve ser discípula de um mestre por dois anos antes da ordenação. Cheng Yen encontrou Yin Shun, a quem ela pediu para ser seu mentor. Ele aceitou o pedido dela, uma hora antes do encerramento das inscrições. Em fevereiro de 1963, ela se tornou discípula de seu mentor, Yin Shun, que lhe deu o nome do dharma de Cheng Yen e o nome de cortesia de Huìzhāng (em chinês: 慧璋; em Pe̍h-ōe-jī: Hūi-chiong). Yin Shun também deu a ela a expectativa de "fazer tudo pela religião budista e por todos os seres", que é escrita com seis caracteres em chinês. Esses seis personagens se tornaram os ideais mais elevados para Cheng Yen em crença, ensino e prática.
Em maio de 1963, logo após receber sua ordenação religiosa, ela foi para o Templo Pu Ming (em chinês: 普明寺; em Pe̍h-ōe-jī: Phó͘-bêng-sī) no condado de Hualien, em Taiwan, para continuar sua formação espiritual. Como parte dessa formação, ela recitava o Sutra de Lótus, que ela reverenciava, todos os dias e transcrevia todos os meses. Durante seus seis meses, ela jurou se comprometer com o Sutra de Lótus e o "Caminho dos Bodisatvas". Tradicionalmente, um bodhisattva é qualquer pessoa que, movida por grande compaixão, gerou bodhicitta, que é o desejo espontâneo de atingir o mesmo status de Buda para o benefício de todos os seres sencientes.

## Tzu Chi

### Sutra de Lótus

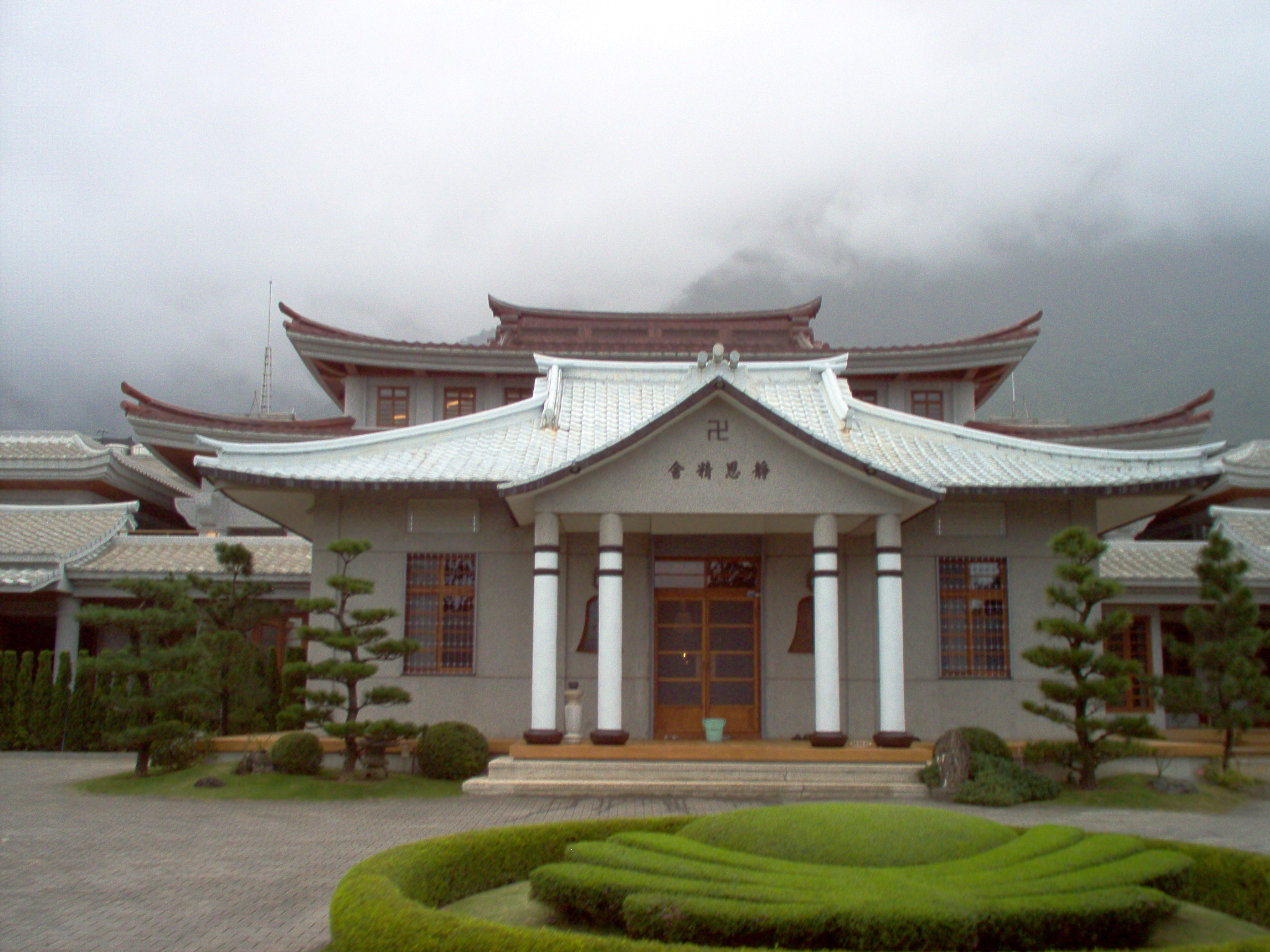
Jing Si Abode onde Cheng Yen dá lições espirituais aos discípulos

Cheng Yen foi fortemente influenciada pelo Sutra de Lótus, que ela chamou de culminação dos ensinamentos do Buda. A exposição inicial de Cheng Yen ao Sutra de Lótus aconteceu quando ela deixou sua família em Fengyuan, condado de Taichung, e se afastou do mundo hospedando-se em uma pequena cabana no condado de Taitung, no leste de Taiwan. Enquanto estava em Taitung, ela acidentalmente encontrou uma versão japonesa do Sutra de Lótus e ficou satisfeita com o que o livro dizia. Mais tarde, ela pediu a um amigo que trouxesse uma cópia japonesa do Sutra de Lótus (Myoho Renge Kyo) do Japão, e foi inspirada pelo Muryōgi Kyō, ou o que é mais conhecido como Sutra dos Inumeráveis Significados, que é tradicionalmente considerado o prólogo do Sutra de Lótus. O Sutra dos Inumeráveis Significados aborda problemas humanos, comportamento climático e questões psiquiátricas, psicológicas e espirituais.

### Aborto espontâneo de aborígine taiwanesa
Houve dois eventos decisivos que ocorreram em 1966 que são creditados por terem inspirado Cheng Yen a fundar Tzu Chi. O primeiro evento ocorreu enquanto Cheng Yen visitava um hospital em Fenglin. Depois de ver sangue no chão do hospital, ela soube que uma mulher aborígine taiwanesa havia abortado. Eles foram forçados a carregar a mulher grávida de volta para a montanha depois que não podiam pagar o depósito de 8.000 dólares de Taiwan. A aborígine morreu mais tarde. Essa história realmente se tornou a fonte de um processo legal no início dos anos 2000. Embora Cheng Yen nunca tenha mencionado o nome do médico ao contar a história, um de seus seguidores o fez, resultando em um processo de difamação contra Cheng Yen pela família do médico.

### Encontro com freiras católicas romanas
O segundo evento foi uma discussão agora famosa que Cheng Yen teve com três freiras católicas romanas no templo de Pu Ming, em 1966. Embora as freiras admitissem a profundidade dos ensinamentos budistas, elas observaram que a Igreja Católica ajudou as pessoas ao redor do mundo construindo escolas e hospitais e perguntaram: "Mas o que o budismo fez pela sociedade?". A discussão é creditada por ter feito Cheng Yen perceber que o budismo tinha que fazer mais do que simplesmente encorajar o cultivo privado da alma das pessoas.

### Fundação da Tzu Chi

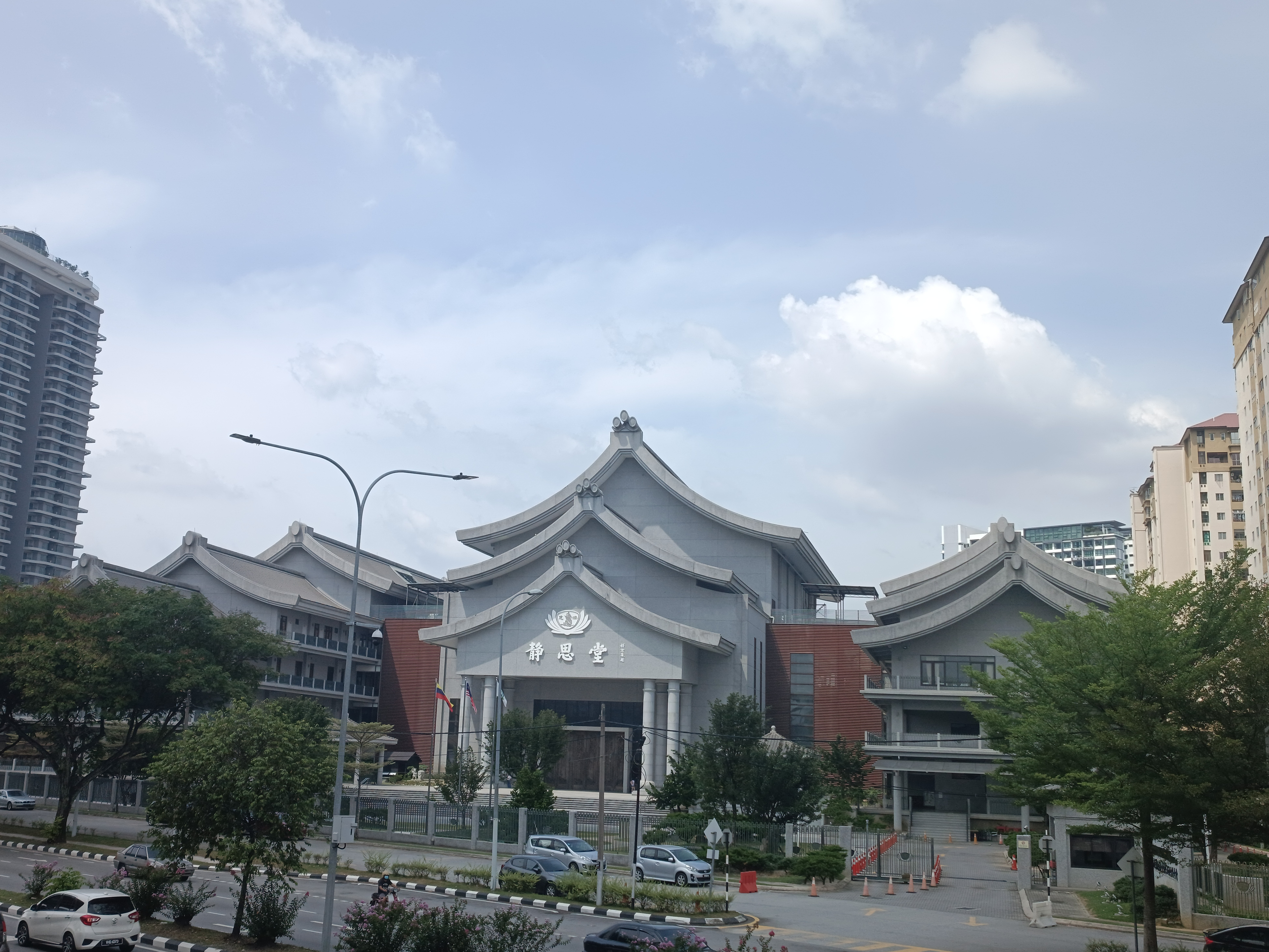
Salão principal da Fundação Tzu Chi

Influenciada pelo Sutra de Lótus e pelos encontros com a mulher aborígine taiwanesa e as freiras católicas romanas, Cheng Yen estabeleceu a Fundação Budista de Alívio da Compaixão Tzu Chi, em 14 de maio de 1966, em um esforço para ajudar os pobres do leste de Taiwan. A organização começou quando Cheng Yen incentivou seus seguidores, formados por trinta donas de casa, a economizar cinquenta centavos (US$ 0,02) do dinheiro da mercearia todos os dias e guardá-los em caixas de poupança de bambu para ajudar famílias carentes. Quando questionada: "Por que não podemos doar uma vez por semana?", Cheng Yen respondeu: "Porque doar é uma prática e precisamos doar todos os dias. Se temos um anseio ou um desejo positivo em nós, devemos alimentá-lo e realizá-lo. Assim como Buda foi guiado por um nobre desejo de ajudar os outros, nós também podemos ouvir aqueles que estão tristes ou ajudar aqueles que sofrem." No primeiro ano, quinze famílias foram atendidas pelas trinta seguidoras iniciais.
Tzu Chi expandiu seu trabalho de ajudar famílias carentes para assistência médica em 1970. Em 1986, Tzu Chi estabeleceu seu primeiro Hospital em Hualien. Desde então, Tzu Chi construiu hospitais em Yuli, condado de Hualien; Dalin, Condado de Jiayi; Guanshan, condado de Taitung; e Xindian, Nova cidade de Taipei.
Tzu Chi experimentou um crescimento modesto nas duas primeiras décadas de sua criação, cresceu para 293 membros em 1968 e, em 1986, tinha apenas 8.000 membros. No entanto, com o aumento da popularidade do budismo humanista em Taiwan, no final dos anos 1980 e 1990, Tzu Chi desfrutou de uma rápida expansão no número de membros ao lado de várias outras grandes organizações budistas taiwanesas. De 1987 a 1991, o número de membros do Tzu Chi dobrou de tamanho a cada ano e, em 1994, o número de membros do Tzu Chi foi estimado em 4 milhões.

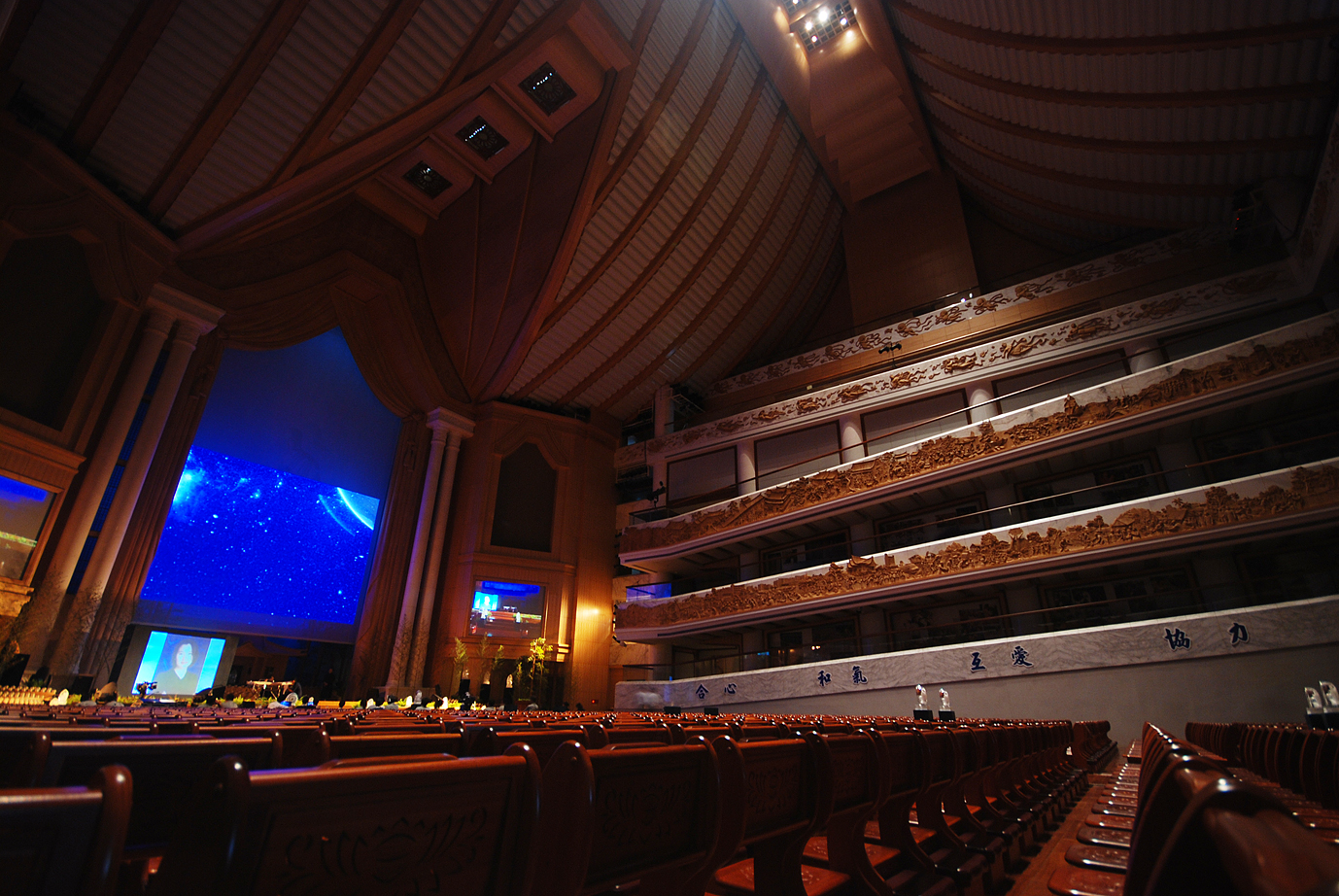
Interior do salão principal da Fundação Tzu Chi

A Tzu Chi é mais conhecida por seu trabalho no socorro a desastres. A filosofia de Cheng Yen inclui a noção de que não apenas aqueles que recebem assistência se beneficiam materialmente ao receber a ajuda, mas aqueles que entregam a ajuda também são espiritualmente recompensados quando veem a gratidão nos olhos e sorrisos dos destinatários. O primeiro grande esforço de socorro de Tzu Chi ocorreu em 1991, quando empreendeu operações de socorro depois que graves inundações atingiram o centro e o leste da China. Um dos atributos mais icônicos dos esforços de socorro em desastres de Tzu Chi é que os voluntários não apenas fornecem ajuda de curto prazo, mas também participam de projetos de longo prazo para reconstruir as comunidades afetadas. Tzu Chi costuma construir novas casas, escolas, hospitais e locais de culto (incluindo igrejas e mesquitas para não budistas) para as vítimas após um desastre. A partir de 2015, Tzu Chi forneceu ajuda humanitária para mais de 85 países em todo o mundo.
Uma fração significativa dos fundos arrecadados por Tzu Chi gira em torno de objetivos ecologicamente corretos, como o incentivo à reciclagem e o uso de itens reutilizáveis para reduzir o desperdício. A partir de 2014, a fundação opera mais de 5.600 estações de reciclagem.
A Tzu Chi cresceu e se tornou um atriz importante na sociedade civil. Tzu Chi não é apenas a maior organização budista de Taiwan, mas também a maior proprietária de terras privadas de Taiwan. A partir de 2013, estima-se que a organização tenha aproximadamente 10 milhões de membros em todo o mundo e capítulos em 47 países.

## Televisão Da Ai
Em janeiro de 1998, Cheng Yen lançou a Da Ai (literalmente "Grande Amor", 慈濟大愛電視台; Chû-chè Tāi-ài Tiān-sī-tâi), uma estação de televisão por satélite 24 horas por dia, comercialmente gratuita. É financiada por doações, bem como parcialmente pelos programas de reciclagem de Tzu Chi. Da Ai apresenta notícias não políticas, palestras de Cheng Yen e programas em série focados nas virtudes, muitas vezes traçando o perfil de pessoas que fizeram grandes mudanças em suas vidas para melhor.

## Programação diária
Cheng Yen faz uma transmissão todas as manhãs em um discurso conhecido como "Sabedoria ao Amanhecer" e faz outro discurso à noite. Ela acorda por volta das 3:45 da manhã para iniciar suas atividades, como receber visitantes e supervisionar os projetos de Tzu Chi em Taiwan. Ela costuma fazer viagens mensais pelo país para verificar os projetos e atividades de Tzu Chi.

## Prêmios e reconhecimento
- 1986: "Medalha Huashia da Primeira Ordem" em Taiwan.
- 1986: Representante de Good People and Good Deeds, Taiwan.
- 1989: Prêmio Social Service and Social Science Achievement da Fundação Taiwanesa-Americana, Taiwan e Estados Unidos.
- 1989: Prêmio de Serviço Social da Fundação Wu San-Lian, Taiwan.
- 1991: Prêmio Ramon Magsaysay de Liderança Comunitária nas Filipinas.
- 1991: Prêmio Outstanding Leadership in Social Movement da Social Movement Association, Taiwan.
- 1991: Prêmio Honorário de Cidadão e Prefeito Honorário de St. Antonio & St. Antonio Territory, Texas, Estados Unidos.
- 1992: Prêmio de Comunicação Internacional do Gabinete de Informação do Governo, Taiwan.
- 1993: Doutorado Honorário pela Universidade Chinesa de Hong Kong.
- 1994: Medalhão Eisenhower do People to People International. (PTPI Fundado pelo Presidente Dwight D. Eisenhower).
- 1995: Prêmio Cultural Executivo Yuan (Gabinete), Taiwan.
- 1995: 20 Outstanding Women in Asia da revista Asia Weekly, Hong Kong.
- 1996: Prêmio Honorário de Primeira Classe do Ministério do Interior, Taiwan.
- 1996: Medalha de Negócios Estrangeiros da Primeira Ordem, Taiwan.
- 1996: Prêmio Huaguang da Primeira Ordem, Taiwan.
- 1998: Prêmio Internacional de Direitos Humanos da Unrepresented Nations and Peoples Organization (UNPO).
- 1998: 200 pessoas mais influentes de Taiwan em 400 anos, Common Wealth Magazine, Taiwan.
- 1998: Outstanding Alumni Award no 100º aniversário da Chingshuei Elementary School, Taiwan.
- 2000: Noel Foundation Life Award, Estados Unidos.
- 2000: Heros from Around the World, National Liberty Museum, Filadélfia, Estados Unidos.
- 2000: 50 Stars of Asia, revista Business Week, Estados Unidos.
- 2001: Prêmio Presidencial de Cultura, Taiwan.
- 2001: Selecionado como um dos 26 " Heróis de Todo o Mundo " e apresentado no " Muro de Honra " no Museu Nacional da Liberdade da Filadélfia.
- 2001: Medalha Nacional da Segunda Ordem do Presidente de El Salvador.
- 2001: Doutorado Honorário em Ciências Sociais pela Universidade de Hong Kong.
- 2002: Prêmio Mulheres de Destaque no Budismo da Universidade Budista Mundial na Tailândia.
- 2002: Doutorado Honorário em Estudos Socioculturais pela National Chiao Tung University em Taiwan.
- 2003: Segunda Ordem Presidencial do Prêmio Estrela Brilhante, Taiwan.
- 2003: 3º prêmio anual Top Ten Outstanding Educators da Private School Culture and Education Association, Taiwan.
- 2004: 2004 Asian American Heritage Award for Humanitarian Service pela Asian American Federation of California (AAFC).
- 2004: Primeiro prêmio anual especial Lifetime Achievement em Voluntariado da Daily Volunteer Association, Taiwan.
- 2007: 24º Prêmio Niwano da Paz para Serviços Humanitários pela Niwano Peace Foundation no Japão.[37]
- 2007: Prêmio da Paz Mundial da Organização de Funcionários Eleitos Chinês-Americanos de Los Angeles, Estados Unidos.
- 2008: Medalha de Mérito WFB da Fraternidade Mundial de Budistas.
- 2011: Grau Honorário de Doutor em Humanidades pela University of the East, Manila, Filipinas.
- 2011: TIME 100 da revista TIME, Estados Unidos.
- 2011: Franklin D. Roosevelt Distinguished Public Service Award do Roosevelt Institute, Estados Unidos.
- 2011: “Mestre Cheng Yen Day” em 11 de outubro de 2011, Cidade de Vancouver, Canadá.
- 2012: DGPN Datuk Seri, maior título estadual, Malásia.
- 2012: Doutorado honorário em bem-estar social pela Universidade Mahachulalongkornrajavidyalaya, Tailândia.
- 2014: Prêmio de Honra do Rotary International.
- 2014: Um certificado de honra e agradecimento apresentado pelo primeiro-ministro Laurent Lamothe, Haiti.
- 2015: Doutorado Honorário em Desenvolvimento Social pela Naresuan University, Tailândia.
- 2015: Cidadão honorário de Finale Emilia, Itália.
- 2015: Prêmio Contribuição para Assuntos Públicos, Cerimônia de Premiação You Bring Charm to the World, China.
- 2015: Prêmio Personalidade do Ano, The Better Malaysia Foundation, Malásia.
- 2016: Medalha Educacional de Invenção, 44ª Exposição Internacional de Invenções de Genebra, Suíça.
- 2016: Prêmio Global Bhikkhuni da Associação Budista Chinesa de Bhikkhuni (CBBA) de Taiwan.
- 2016: Prêmio Sri Sathya Sai de Excelência Humana na categoria de Saúde do Sri Sathya Sai Loka Seva Trust, Índia.
- 2016: Membro Honorário, Academia Ucraniana de Ciências, Ucrânia.
- 2016: Hall of Fame da Chinese Innovation and Invention Society, Taiwan.
- 2018: Prêmio Manhae para a Paz da Sociedade para a Promoção e Prática dos Pensamentos de Manhae, Coreia do Sul.
- 2019: Doutorado Honorário em Humanidades pela National Chung Cheng University, Taiwan.
- 2020: Certificado de agradecimento e medalha do Comissariado para Refugiados e Migração, Sérvia.
- 2021: Prêmio Ahmadiyya Muslim Peace, Reino Unido.
- 2021: Fellow, National Academy of Inventors, Estados Unidos.[38]
- 2022: BBC 100 Mulheres.[39]